# Municipio de Eden (condado de Seneca)
El municipio de Eden (en inglés: Eden Township) es un municipio ubicado en el condado de Seneca, en el estado estadounidense de Ohio. Según el censo de 2020, tiene una población de 2042 habitantes.

## Geografía
El municipio de Eden se encuentra ubicado en las coordenadas 41°2′19″N 83°7′40″O / 41.03861, -83.12778. Según la Oficina del Censo de los Estados Unidos, el municipio tiene una superficie total de 94,28 km², de la cual 94,07 km² corresponden a tierra firme y (0,22 %) 0,21 km² es agua.

## Demografía
Según el censo de 2020, hay 2042 personas residiendo en el municipio de Eden. La densidad de población es de 21,71 hab./km². El 93,44 % de los habitantes son blancos, el 1,13 % son afroamericanos, el 0,05 % es amerindio, el 0,83 % son asiáticos, el 2,30 % son de otras razas y el 2,25 % son de una mezcla de razas. Del total de la población, el 3,33 % son hispanos o latinos de cualquier raza.

## Gobierno
El municipio está gobernado por una junta de tres oficiales (officers) electos por voto popular. Hay también un oficial fiscal electo y un inspector de zonas.